# تهتك العصب
يشير تهتك العصب إلى جزء من مخطط تصنيف سيدون المُستخدم لتصنيف تلف الأعصاب، يُعد تهتك العصب أخطر إصابة عصبية في المخطط، في هذا النوع من الإصابة فإن كلًا من العصب والعصبون يتعطل، قد يصل المريض إلى الشفاء الجزئي من المرض لكن الشفاء التام يكون مستحيلًا.

## الأعراض
تشمل أعراض تهتك العصب -على سبيل المثال لا الحصر-: الألم وعسر الحس (الأحاسيس غير المريحة) وفقدان تام للوظيفة الحسية والحركية للعصب المصاب.

## التشريح
يحدث تهتك العصب في الجهاز العصبي المحيطي وفي معظم الأحيان في الطرف العلوي (الذراعين)، وهو ما يمثل 73.5% من جميع حالات إصابة الأعصاب الطرفية. في أإلب هذه الحالات تكون الإصابة في العصب الزندي، يتم هيكلة الأعصاب الطرفية بحيث تكون المحاور غالبًا محاطة بغمد مياليني ومن ثم من غمد الليف العصبي، تحيط ظهارة الحزمة العصبية بذلك وتعتبر الطبقة الخارجية وتُعرف بـ غلاف العصب، عندما تحدث الإصابة تؤدي الصدمة الوعائية الموضعية إلى نزيف واستسقاء (تورم) مما يؤدي إلى استجابة التهابية قوية تؤدي إلى تندب الجزء المصاب، في معظم الحالات بسبب الطبيعة القصوى للإصابة عادة ما يكون هناك فقدان تام للوظيفة.

## الآليات
الصدمة هي السبب الأكثر شيوعا لآفات الأعصاب الطرفية، وهناك نوعان من الصدمات التي تشمل الصدمات المدنية والصدمات العسكرية، تحدث الصدمة المدنية بشكل شائع بسبب حوادث السيارات، وتحدث أيضًا بسبب الجروح الناجمة عن الزجاج أو السكاكين أو المراوح أو شفرات المنشار أو الكسور وأحيانًا الإصابات الرياضية. من بين الإصابات التي لحقت بالمدنيين تعد إصابات التمدد الأكثر شيوعًا وتعتبر إصابة مغلقة حيث يكون النسيج غير مكشوف. عادةً ما تكون الإصابات التي تحدث نتيجة الإمتداد ناتجة عن الخلع مثل خلع الكتف الذي يمتد للأعصاب، وعلى عكس الصدمات المدنية هناك صدمة عسكرية تؤدي في الغالب إلى إصابات مفتوحة من الانفجارات في كثير من الأحيان بواسطة القنابل أو الأجهزة المتفجرة المرتجلة، آليات الإصابة الأخرى أقل شيوعًا ولكنها تشمل نقص التروية والحروق والصدمات الكهربائية والإشعاع وردود الفعل السلبية لبعض أدوية العلاج الكيميائي والإيقاع والاهتزاز.

## التشخيص
مع تصنيف سيدون لإصابات الأعصاب غالباً ما يكون من الصعب تحديد ما إذا كانت إصابة العصب المعينة هي تهتك عصبي أم انتهاك المحوار الذي يتسبب في تلف الألياف العصبية مع الحفاظ على جذع العصب، وبسبب الأضرار التي تحدث في كلا الحالتين سوف يظهر في كليهما شلل في العضلات التي يتم توفيرها من قبل الأعصاب أسفل موقع الآفة، وسوف تعاني من عجز حسي وفقا للأعصاب الفردية التي تضررت، الطريقة الوحيدة لمعرفة ما إذا كانت إصابة العصب هي في الواقع تهتك عصبي هو السماح بالتقدم الطبيعي لتجدد العصب (تجدد الأعصاب بمعدل 2-4 تقريبًا) مم / يوم أقرب إلى الآفة)، وإذا كان بعد ذلك الوقت لا يزال هناك شلل عضلي عميق وانحطاط في هذه المناطق فمن المحتمل أن تكون قد أصيبت بتهتك عصبي.
يتم تشخيص التهتك العصبي من خلال التقييم السريري للأعراض والتقييم البدني وغيرها من الدراسات التشخيصية، غالبًا ما يخضع المرضى لسلسلة من اختبارات قوة العضلات والفحص الحسي الذي يشمل الشعور بالإحساس باللمس الخفيف والقرص والاهتزاز وغيرها، الاختبارات الأخرى المرتبطة بتشخيص إصابة العصب هي تخطيط كهربية العضل (EMG) ودراسات توصيل العصب (NCS)، هذه تساعد على تمييزاضطراب الخلايا العصبية الحركية السفلى من العلوي وكذلك تشخيص مرض العضلات الأساسي.

### التصنيف
يمكن تصنيف إصابات الأعصاب الطرفية بطريقتين مختلفتين، يُصنّف تهتك العصب تحت نظام سيدون الذي يعرف بثلاثة درجات من إصابة العصب، يشار إلى الدرجة الأقل باسم شلل مؤقت للعصب وتتميز بانخفاض أو انسداد كامل في التوصيل عبر جزء من العصب بينما يتم الحفاظ على استمرارية المحور العصبي والحفاظ على التوصيل العصبي، يتم عكس هذه الإصابات دائمًا تقريبًا ويتم التعافي في غضون أيام أو أسابيع، يشار إلى التصنيف الثاني لنظام سيدون باسم انتهاك المحوار وهو حالة أشد إصابة في الأعصاب الطرفية، يُصنّف انتهاك المحاور عن طريق انقطاع المحاور ولكن يحافظ على الأنسجة الضامة المحيطة حول المحور. يمكن لهذه الإصابات أن تعالج نفسها بنحو 1 ملم / يوم، وبالتالي ينتج أن الشفاء قد يكون ممكنًا ولكن بمعدل أبطأ من الشلل المؤقت للعصب، تُعرف الحالة الأخيرة والأكثر خطورة لإصابة العصب المحيطي باسم تهتك العصب، والذي لا يمكن استعادته بالكامل في معظم الحالات حتى من خلال الإصلاح الجراحي.
يُعرف التصنيف الثاني لإصابة الأعصاب بتصنيف سندرلاند الأكثر تعقيدًا وتحديداً. يستخدم هذا التصنيف خمس درجات مختلفة من إصابة الأعصاب: أولها هي الأقل حدة ومكافئة لشلل الأعصاب المؤقت والأكثر شدة هي الدرجة الخامسة ولديها نفس تصنيف تهتك العصب، تعتمد الدرجات من الثاني إلى الرابع على تباين انقطاع المحور العصبي وتصنف تحت تصنيف سيدون لانتهاك المحاور.

## العلاج
غالبًا ما يكون الخط الأول من العلاج هو علاج آلام المرضى بالأدوية العصبية مثل: مضادات الاكتئاب ثلاثية الحلقات ومثبطات امتصاص السيروتونين ومضادات الاختلاج، بينما يكون الخط الثاني من أدوية علاج الألم هو مضادات الالتهاب غير الستيرويدية والترامادول وأشباه الأفيونيات، التقنيات الأخرى المستخدمة لتسهيل التئام العصب والألم هي إما جبيرة ثابتة أو ديناميكية يمكن أن تساعد في حماية الجزء المصاب وكذلك تحسين الوظيفة، في بعض الأحيان تكون الجراحة خيارًا على الرغم من أن المآل لا يزال ضعيفًا جدًا لاستعادة وظيفة العصب المصاب، الهدف من الجراحة هو انضمام العصب الصحي إلى العصب غير الصحي، تشمل التقنيات الجراحية الأكثر شيوعًا افتكاك العصب الخارجي والإصلاح الشامل وتطعيم الأعصاب ونقل عصب من مكان آخر بالجسم.

## المآل
غالبًا ما يواجه الأشخاص الذين يعانون من تهتك العصب مآلًا سيئًا، فعلى الأرجح لن يستعيدوا أبدًا الوظائف الكاملة للعصب المتأثر، لكن التقنيات الجراحية تمنح الأشخاص فرصة أفضل لاستعادة بعض الوظائف، يركز البحث الحالي على طرق جديدة لتجديد الأعصاب وتطوير التقنيات الجراحية.